# 张景中
張景中（1936年12月1日—），男，河南汝南人，中國數學家、數學科普作家。

## 生平
1959年毕业于北京大學數學力學系。
1974年於中學任教。
1978年至1985年間，在離散動力系統和距離幾何的部分算法取得成果。
1979年：任教於中國科學技術大學，看到吳文俊關於機器證明幾何定理新方法的論文，開始進入該領域。
1992年5月：應美國卫奇塔州立大学周咸青教授邀請，往該校合作研究以消點算法解決了機器證明的難題，與周咸青、高小山證明了近百條平面幾何定理。
1995年当选中国科学院信息技术科学部院士。

## 著作
- Zhang J-Z, Chou S.C, Gao,X.S, Automated production of traditional proofs for geometry in Euclidean geometry, Wichita State U 1992
- 《动态几何教程》
- 《几何新方法和新体系》
- 《平面幾何新路解題研究》，張景中著
- 《漫话数学》
- 《数学家的眼光》
- 《数学与哲学》
- Zhang Jing-Zhong, Points Elimination Methods for Geometric Problem Solving
- Machine Proofs in Geometry: Automated Production of Readable Proofs for Geometry Theorems (Series on Applied Mathematics, Vol 6);Shang-Ching Chou; Xiao-Shan Gao; Jing-Zhong Zhang, ISBN 9810215843